# Zandgaasvlieg
De zandgaasvlieg (Chrysopa abbreviata) is een insect uit de familie van de gaasvliegen (Chrysopidae), die tot de orde netvleugeligen (Neuroptera) behoort. 
Chrysopa abbreviata is voor het eerst wetenschappelijk beschreven door Curtis in 1834.